# Американская коалиция активистов жизни
Американская коалиция активистов жизни (англ. American Coalition of Life Activists) — группа защиты жизни, ставшая объектом споров из-за серии плакатов в стиле разыскных ориентировок.
Во время встречи 1995 года группа представила плакат «Разыскивается», в котором были перечислены имена и адреса «смертельной дюжины» производителей абортов. Плакат обвинил их в «преступлениях против человечности» и предложил вознаграждение в размере 5000 долларов за «арест, осуждение и отзыв лицензии на медицинскую практику» этих врачей. Плакат был опубликован в журнале Life Advocate. Второй плакат нацелен на врача Роберта Криста, предлагал награду за то, чтобы убедить его «отказаться от убийства детей», и содержал его имя, адрес и фотографию.
В 1996 году коалиция обнародовала свои «Нюрнбергские файлы», в которые вошли досье на производителей абортов, политиков, судей, сотрудников клиник и других сторонников права на аборт. Они утверждали, что эти досье могут быть использованы для судебных процессов по обвинению в «преступлениях против человечности», когда законы страны будут изменены в сторону запрета абортов. Информацию на своём сайте опубликовал активист Нил Хорсли. На его сайте были выделены серым цветом имена раненых и вычеркнуты имена тех, кто был убит активистами против абортов.
Planned Parenthood успешно подала в суд на Американскую коалицию активистов жизни. Хотя плакаты и сайт не содержали какой-либо конкретной угрозы, суд вынес приговор в размере 107 миллионов долларов. Коалиция обжаловала приговор на основании Первой поправки. Коллегия 9-го окружного апелляционного суда первоначально отменила приговор, постановив, что деятельность Коалиции защищена Первой поправкой, поскольку она не угрожала напрямую истцам причинением вреда, а также поскольку заявления не были переданы истцам в частном порядке. Суд 9-го округа в полном составе отменил приговор и постановил, что Коалиция может быть привлечена к ответственности за ущерб, поскольку на сайте создана преднамеренная угроза с ожиданием того, что кто-то будет действовать на её основании, а эти действия не подпадают под Первую поправку.